# توني كريغ (مصارع رياضي)
توني كريغ (بالإنجليزية: Tony Greig) هو مصارع رياضي نيوزيلندي، ولد في 22 يوليو 1941 في ويلينغتون في نيوزيلندا.

## وصلات خارجية
- توني كريغ على موقع قاعدة بيانات المصارعة الدولية (الإنجليزية)
- توني كريغ على موقع أوليمبيديا (الإنجليزية)